# Kościół Ścięcia św. Jana Chrzciciela w Baranowie Sandomierskim
Kościół Ścięcia Świętego Jana Chrzciciela – rzymskokatolicki kościół parafialny należący do dekanatu Baranów Sandomierski diecezji tarnobrzeskiej.

## Historia i architektura

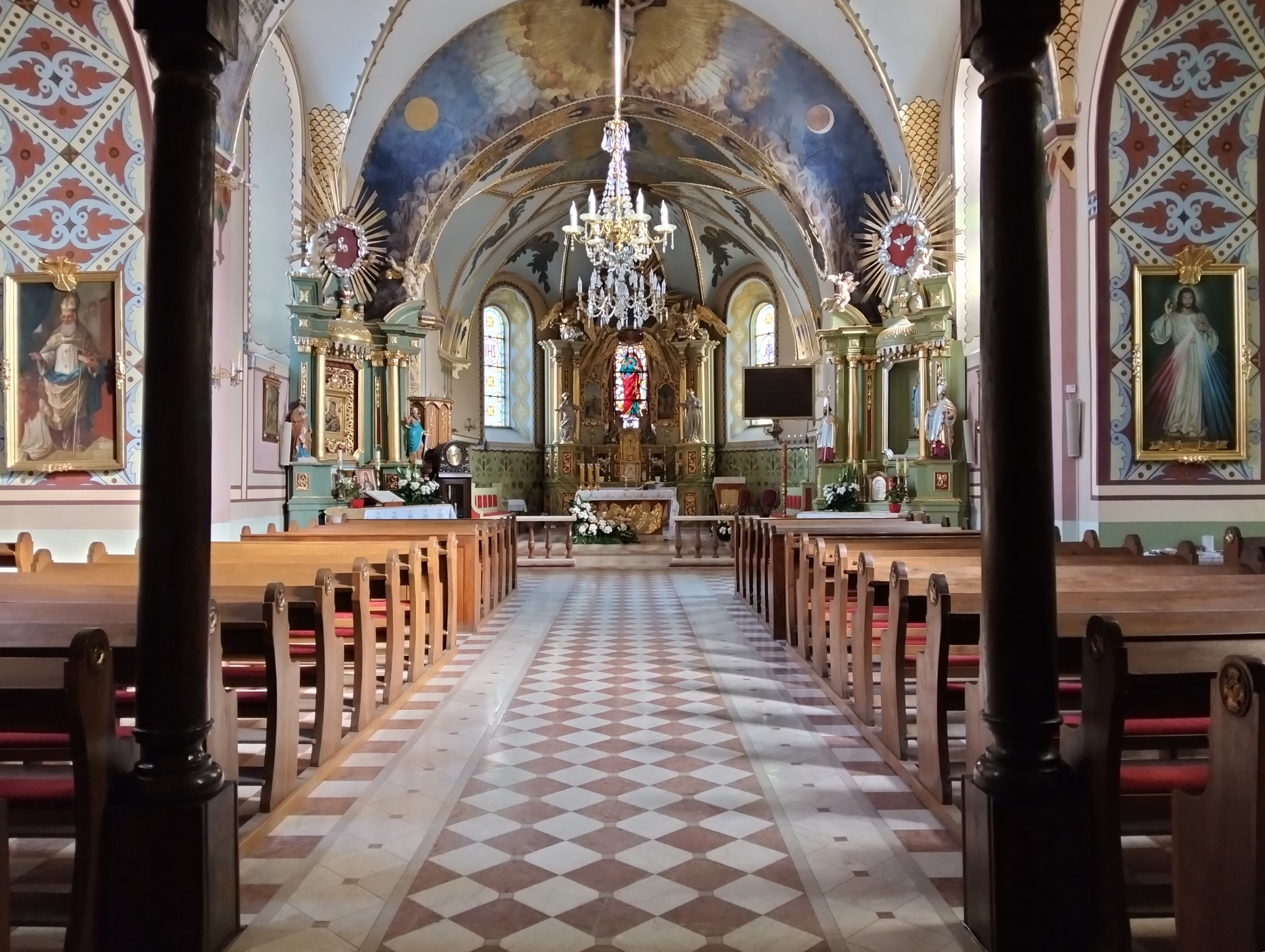
Wnętrze świątyni

Obecny świątynia została wzniesiona i ufundowana przez właściciela zamku w Baranowie Jana Leszczyńskiego w latach 1604-1607 na miejscu poprzedniej, drewnianej. Kościół został zbudowany w stylu późnorenesansowym. Do 1655 roku służył kalwinistom. W 1748 kościół został rozbudowany, wzniesiono także wtedy kościelną wieżyczkę. Wnętrze prezbiterium i nawy jest nakryte sklepieniami kolebkowymi z lunetami, nakrytymi siecią dekoracyjnych żeber stiukowych. Na zewnątrz prezbiterium posiada przypory. Wieża jest podzielona gzymsami na kilka kondygnacji. Budowla nakryta jest dachami siodłowymi. Dachy hełmowe wieży i wieżyczki na sygnaturkę posiadają formę barokową. Polichromia wnętrza w stylu secesyjnym, o motywach dekoracyjno-figuralnych, została wykonana w 1934 roku w trakcie gruntownego remontu kościoła przez grupę malarzy pochodzących ze Lwowa. We wnętrzu zachowało się zabytkowe obrazy i ołtarze, m.in. obraz Św. Rodziny (kopia dzieła Rafaela) oraz  obrazy przedstawiające Ścięcie św. Jana Chrzciciela oraz św. Mikołaja. Ponadto zachowały się późnobarokowe rzeźby św. Kazimierza Królewicza i św. Kingi. Aktualnie w dzwonnicy znajdują się trzy dzwony, pochodzą one z 1608 (dzwon z 1608 roku został ufundowany przez Rafała Leszczyńskiego), 1696 i 1946 roku (ostatni dzwon został ufundowany przez środowisko polskie z Kassel).